# 슬리만 다지

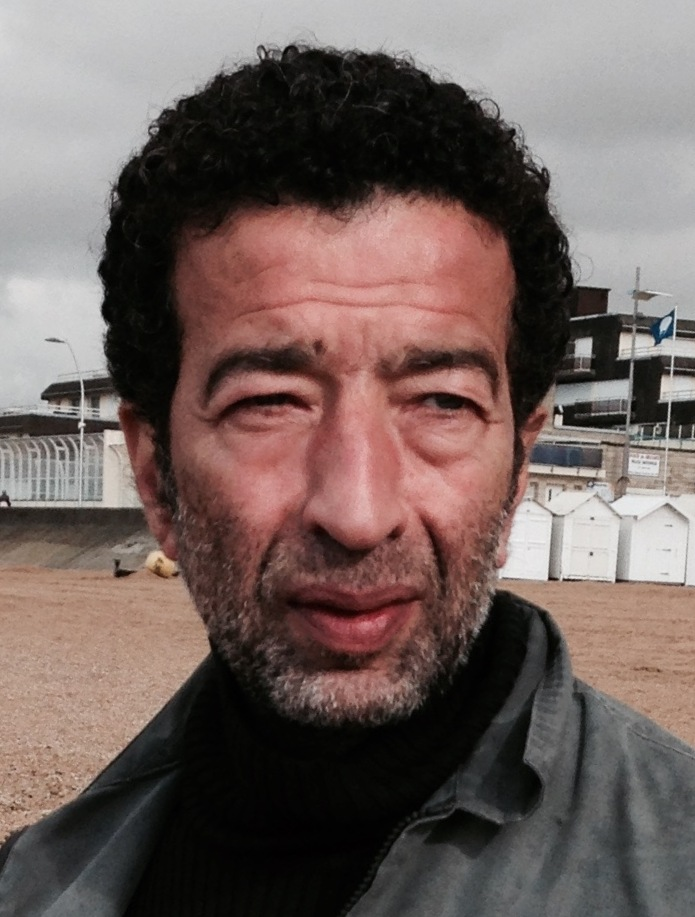

슬리만 다지(Slimane Dazi, 1960년 5월 26일 ~ )는 알제리의 배우, 텔레비전 배우, 영화배우이다. 프랑스 낭테르에서 태어났다.

## 영화
- 골드 브릭 (2023년) - 슈미 역
- 사우스 터미널 (2018년)
- 더 나일 힐튼 인시던트 (2017년)
- 라 멜로디 (2017년) - 사미르의 아버지 역
- 파리 프레스티지 (2016년)
- 라스트 콜 포 노웨어 (2016년)
- 웰컴 투 노르웨이! (2016년)
- 풀 콘택트 (2015년)
- 금지된 방 (2015년)
- 스톰 인사이드 (2015년) - 하킴 역
- 96시간 (2014년)
- 피버스 (2013년)
- 울프(영어판) (2013년) - 무기 거래상 역
- 오직 사랑하는 이들만이 살아남는다 (2013년) - 바이랄 역
- 아임 낫 데드 (2012년)
- 홀드 백 (2012년)
- 디스 패스 어헤드 (2012년)
- 위험한 공범 (2011년)
- 라바트 (2011년)